# 帕特里克·奥布莱恩
帕特里克·奥布莱恩（Patrick O'Brian，1914年12月12日—2000年1月2日），CBE。原名理查德· 帕特里克·茹斯（Richard Patrick Russ），英国作家、翻译家，以描写拿破仑时代海战和海军生活的怒海争锋系列小说闻名。这一系列共20本小说，主人公是英国海军船长杰克·奥布雷和他的朋友、军医斯蒂芬·马图林。

## 代表作品
奥布莱恩于70年代开始创作怒海争锋，后来成为包含20本小说的系列作品。故事背景是19世纪初的风帆时代。中心人物是个性迥异却有着深厚友谊的船长杰克·奥布雷和船医斯蒂芬·马图林。奥布莱恩有意识的加入了历史真实事件和人物，增强了故事的真实感，其幽默的文笔和精确的海军术语也是这个系列的特色。根据其中三部作品改编的电影《怒海爭鋒：極地征伐》于2003年上映。

## 译介
在大陆，译林出版社于2007年和2008年先后出版了怒海争锋系列中的两本小说：《极地征伐》和《舰长与司令官》。

## 作品年表

### 怒海争锋系列
- 《舰长与司令官》（Master and Commander，1969年）
- Post Captain (1972)
- HMS Surprise (1973)
- The Mauritius Command (1977)
- Desolation Island (1978)
- The Fortune of War (1979)
- The Surgeon's Mate (1980)
- The Ionian Mission (1981)
- Treason's Harbour (1983)
- 《极地征伐》（The Far Side of the World，1984年）
- The Reverse of the Medal (1986)
- The Letter of Marque (1988)
- The Thirteen-Gun Salute (1989)
- The Nutmeg of Consolation (1991)
- Clarissa Oakes (1992)
(The Truelove in the USA)
- The Wine-Dark Sea (1993)
- The Commodore (1994)
- The Yellow Admiral (1996)
- The Hundred Days (1998)
- Blue at the Mizzen (1999)
- The Final Unfinished Voyage of Jack Aubrey (2004)
(21 in the USA)